# Buguruslan
Buguruslan (rusky Бугуруслан) je město v Orenburské oblasti v Ruské federaci. Žije zde přibližně 44 tisíc obyvatel.

## Poloha a doprava
Buguruslan leží u západního kraje Orenburské oblasti na Velkém Kinělu, pravém přítoku Samary v povodí Volhy.
Přes město vede železniční trať ze Samary do Ufy a ve stejném směru prochází přes Buguruslan také silnice. Další silnice vede z města na jih do Buzuluku.

## Dějiny

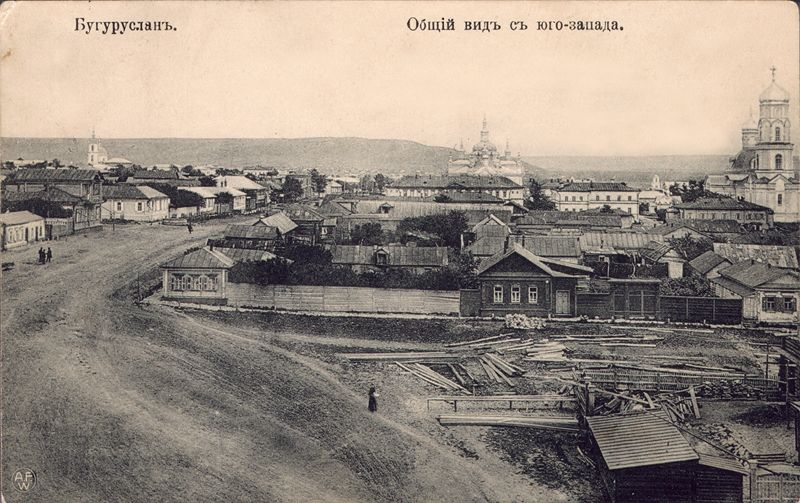
Pohlednice z Buguruslanu z počátku 20. století

Za oficiální rok vzniku se udává rok 1748, kdy místo osídlili ruští rolníci a řemeslníci, ovšem baškirská vesnice zde stála již dříve. Sám název Buguruslan je turkického původu: Arslan znamená lev a Buga znamená býk.
Od roku 1781 je Buguruslan městem. V 19. století se město stalo centrem obchodu s obilím, voskem, dobytkem, kůží a vlnou. Od roku 1936, kdy zde byla objevena ropa, se v Buguruslanu rozvíjí ropný průmysl.

### Rodáci
- Viktor Kac (* 1943) – matematik